# Ron Boehm
Ronald John Boehm (Saskatoon, 14 agosto 1943 – Port Alberni, 8 dicembre 2017) è stato un hockeista su ghiaccio canadese.

## Carriera
Ron Boehm crebbe nella lega giovanile del Saskatchewan disputando diverse stagioni con gli Estevan Bruins, formazione con cui prese parte a due edizioni della Memorial Cup oltre a un breve prestito agli Edmonton Oil Kings nel 1964.
Nel 1964 esordì fra i professionisti disputando due stagioni nella Central Hockey League con due formazioni di Minneapolis. Nel 1966 si trasferì nella Western Hockey League vincendo il titolo di rookie dell'anno con i Vancouver Canucks. Nell'estate del 1967 durante l'NHL Expansion Draft Boehm fu scelto dagli Oakland Seals, una delle sei nuove franchigie della National Hockey League. Fu così che l'anno successivo poté esordire in NHL giocando 16 partite.
Nelle stagioni successive Boehm cambiò più volte squadra restando sempre nelle leghe minori nordamericane, CHL, WHL e per tre stagioni fino al 1974 in AHL con i Boston Braves. Si ritirò dall'attività agonistica nel 1975 dopo un anno trascorso in NAHL con i Broome Dusters, formazione giunta quell'anno fino in finale.

## Palmarès

### Individuale
- WHL Rookie of the Year: 1

1966-1967